# 박석민 (2004년)
박석민(2004년 2월 25일 ~ )은 대한민국의 축구 선수이며, 포지션은 미드필더이다.